# 蘭越母子殺傷事件
蘭越母子殺傷事件（らんこしぼしさっしょうじけん）とは、2007年（平成19年）に北海道磯谷郡蘭越町で発生した事件。

## 事件
男W・Y（以下、「W」という。）は、2007年（平成19年）9月14日夜、出会い系サイトで知り合った女性Aから現金を強取しようと企て、蘭越町の道路工事現場の土捨て場でA（当時37歳）の頭を鈍器様のもので多数回殴打し、同人所有の現金40万円入りの財布1個を強取した。その結果、Aは9か所の頭部挫裂創群、頭蓋骨粉砕骨折、大脳右半球挫滅、広範囲の脳挫傷等の傷害を負い、受傷後極めて短時間のうちに、頭部打撲に基づく脳挫滅により、死亡した。
また、Aと共にいた長女B（当時7歳）に対して頭部を鈍器様のもので1回強打し、脳挫傷及び開放性頭蓋骨陥没骨折等の傷害を負わせた。
事件翌日の9月15日、AとBは倒れているところを、測量のために現場を通りかかった従業員らにより発見された。その際、2人の周辺に所持品が多数散乱するなどしていたが、身に付けていたものや周辺に散乱していた所持品の中に現金はなく、Aが事件当日に所持していた銀色の二つ折りの財布や、2人がそれぞれ所持していた携帯電話機もなかった。
Aはすでに死亡していたが、Bは一命を取り留め、受傷の翌日である9月15日に病院に入院し、同日から196日間の入院加療を経て、2008年（平成20年）3月28日に退院した。

## 捜査
北海道警察は同年9月16日に、本事件を殺人・同未遂事件と断定、倶知安警察署に捜査本部（本部長・坂口拓也刑事部長）を設置し、100人態勢で本格捜査に乗り出した。
発見時、Bは母Aの遺体から5メートルほど離れた場所に横たわり、頭の骨を折る重傷を負っていた。半袖に短パン姿で「寒い、寒い」と体を震わせ、「札幌から来た。お母さんが知らないおじさんとけんかをした」などと話していた。
Aは後頭部を中心にバールのような硬いもので殴られたあとが9カ所もあった。Aの手には争った時にできる傷はなく、Aの頭部周辺に直径70〜80センチの血痕があったため、捜査本部は、Aが土捨て場で後ろから頭部を殴られて殺害された可能性が高いと見た。
捜査本部はAの携帯電話の発信記録や自宅にあったメモ帳、名刺などから交友関係を調べたところ、Aと出会い系サイトを通して知り合ったWが捜査線に浮上。また、事件当日の午前から午後にかけて寿都町在住のWがAと複数回にわたって通話していたことが判明した。
さらに捜査を進めたところ、事件当時、Wが多額の借金を抱えていたことや、事件当日にAがATMで現金約40万円を引き出した際、Wが同行していたことを突き止めた。また、Wは事件発生から数日後に借金約10万円を返済し、妻に20万円を渡していたことも突き止めた。

## 逮捕・起訴
2009年（平成21年）4月22日、倶知安警察署捜査本部はW（当時37歳）を強盗殺人、強盗殺人未遂容疑で逮捕した。北海道警察は事件発生直後から複数回にわたり、任意で事情を聴いていたが、Wは「事件当時、家にいた」とアリバイを主張し、関与を否定していた。
2009年（平成21年）5月13日、札幌地検はWを強盗殺人罪・強盗殺人未遂罪で起訴した。5月21日から始まる裁判員制度を目前にしての起訴であった。強盗殺人罪は法定刑に死刑や無期懲役が含まれる犯罪である（強盗殺人罪の法定刑は死刑と無期懲役しかない）ため裁判員裁判の対象となるのだが、本事件は裁判員裁判開始より前の起訴だったため、職業裁判官のみで裁判が行われることになった。

## 刑事裁判

### 第一審・札幌地裁
最高裁が1983年（昭和58年）7月に連続4人射殺事件の上告審判決で示した死刑選択基準「永山基準」では「犯行の罪質、動機、態様ことに殺害の手段方法の執拗性・残虐性、結果の重大性ことに殺害された被害者の数、遺族の被害感情、社会的影響、犯人の年齢、前科、犯行後の情状」といった事情を総合的に考慮し、「その罪責が誠に重大であって、罪刑の均衡の見地からも一般予防の見地からも極刑がやむをえないと認められる場合には、死刑の選択も許される」と判示されている。同判決では、「ことに」と強調した上で被害者数に言及しているため、同判決後の刑事裁判では殺害された被害者が1人の場合、大半で懲役刑が選択されていた。
公判前整理手続が行われ、被告人Wは捜査段階から一貫して犯行を否認しているため、Wの犯人性及び起訴事実全般が争点になった。
2010年（平成22年）2月17日、札幌地裁（辻川靖夫裁判長）で初公判が開かれ、罪状認否で被告人Wは「私は犯人ではありません」と述べて起訴事実を全面否認、無罪を主張した。また、弁護人も「Aの携帯電話の位置情報による移動コースはあくまでも推測で、目的地なども明らかでない。被告人には動機がない」と述べてWの犯人性を否定した。
一方、検察官は以下の7点を指摘し、これらの事情を総合すれば、Wが本件犯人であることが推認される、と主張した。
1. AとBが、本件当日の午後5時47分過ぎころに、Wの運転する車に同乗していたところ、その後、同車両から降りることなく本件現場に向かったといえること[21]
2. Wは、Aが現金40万円を所持していることを知っており、これを強奪する目的を持っていたこと[21]
3. Wが、特殊な場所である本件現場に土地勘を有していたこと[21]
4. Wが、Aら2人の携帯電話機に自己の痕跡を残しており、これらを持ち去る必要があったこと[21]
5. Wが、事件当日の午後9時48分ころ、本件現場の西方にあり、2人の各携帯電話機が投棄された場所とW方の間に位置する場所にいたこと
6. Wが、本件凶器の特徴に符合する工具を自己の生活領域に常時持ち合わせていたこと[21]
7. Wが、Aと面識があり，AとBに警戒心を抱かせない人物であったこと[21]

2010年（平成22年）2月22日、母Aを殺害され自らも重傷を負ったBの証人尋問が行われ、「事件当時、小学校の遠足が終わって帰宅し、自宅の前で、お母さん（A）と共に知らない男の運転する車に乗り、ドライブに出かけた。車内では、お母さんが助手席に、私が後部座席に座った。」「ドライブの途中で、とある建物に寄ったほか、1回トイレに行った。その後、山の広いところに行った。」「山の広いところで、お母さんと男が急にけんかを始め、お母さんは、『やめてよ。貸さない。』と言っていた。その後、お母さんは逃げるように車を降り、男も助手席側に移動してから車を降りて、車の前でお母さんを何かで殴った。さらに、私も、男によって車から降ろされ、殴られた。」「お母さんや私を殴った男は、トイレに行ったときに一緒にいた男であり、トイレを出てから山の広いところに行くまでの間に、別の人の車に乗り換えたことはなかった。」「本件当日に車を降りたのは，トイレと山の広いところの2回である。」などと証言した。また、検察官から「ママやあなたを殴った男を許すことができませんか」との質問には「できません」と回答した。
2010年（平成22年）3月1日、論告求刑公判が開かれ、検察官は「金銭欲に駆られた鬼畜の所業」としてWに無期懲役を求刑した。
2010年（平成22年）3月3日、最終弁論が開かれ、弁護人は「W以外の人物による犯行も十分にあり得る」として改めて無罪を主張して一旦結審した。しかし、札幌地裁は検察官の「事件前の8月29日に別の女性と訪れた。被告の体液のついた塵紙などを残した」という主張に対して詳細な証拠調べを行うため、審理を再開することを決めた。
2010年（平成22年）3月10日、札幌地裁（辻川靖夫裁判長）で審理が再開され、Aの携帯電話の記録や遺留品について検察官と弁護人に補足説明を要求した上で倶知安警察署の鑑識担当者3人に対して証人尋問を行うことを決めた。
2010年（平成22年）3月15日、倶知安警察署の鑑識担当者に対する証人尋問が行われ、Wの体液が付着した塵紙について「塵紙を回収した現場は雨が降った」と述べた上で「体液の量は個人差があり、水に濡れたことによる影響もある」と証言した。この証言を受けて検察官は「証拠や証言に矛盾はない」と追加論告を行った。
2010年（平成22年）3月16日、改めて最終弁論が開かれ、弁護人は「本来あるべき直接証拠が一切存在しない。検察側証人の証言の信用性も低い」と述べて再度無罪を主張した。
最終意見陳述でWも「私は犯人ではありません。人の生死に関わることはしていません」と無罪を主張して再結審した。
2010年（平成22年）3月29日、札幌地裁（辻川靖夫裁判長）で判決公判が開かれ、裁判長はWが犯人であると認定した上で「被告は不合理な弁解に終始し、自己の行為を真摯に顧みる態度に欠けている。生涯にわたって反省の日々を過ごさせるのが相当」としてWに対して求刑通り無期懲役の判決を言い渡した。
判決では、Aらの携帯電話に付着した痕跡や事件当日、妻に現金を渡したことなどから「被告と被害者は車に同乗し続けた可能性が圧倒的に高く、被告が犯人であると強く推認できる」と判断し、被告側の無罪主張を全面的に退けた。
その上で「かけがえのない生命を奪った結果は重く、長女も右半身がまひするなど、将来にわたり重い負担を負う。生涯反省の日々を過ごさせるのが相当だ」として無期懲役が相当と結論付けた。Wは判決を不服として即日控訴した。

### 控訴審・札幌高裁
2010年（平成22年）10月7日、札幌高裁（小川育夫裁判長）で控訴審初公判が開かれ、弁護人は「事実誤認がある」として一審に続き無罪を主張、検察官は控訴棄却を求めて即日結審した。
2010年（平成22年）11月11日、札幌高裁（小川育夫裁判長）は「1審判決に事実誤認があるとは言えない」として一審・札幌地裁の無期懲役の判決を支持し、Wの控訴を棄却した。Wは判決を不服として即日上告した。

### 上告審・最高裁第一小法廷
2012年（平成24年）3月26日、最高裁第一小法廷（白木勇裁判長）はWの上告を棄却する決定を出したため、Wの無期懲役の判決が確定した。